# Verfassungsreferendum in Turkmenistan 1994
Das Verfassungsreferendum über die Verlängerung der Amtszeit von Präsident Saparmyrat Nyýazow bis 2002 (turkmenisch Türkmenistanda geçirilen prezident referendumy, russisch Референдум о президентском сроке в Туркменистане (1994), en.: referendum on extending President Saparmurat Niyazov’s term until 2002) wurde am 15. Januar 1994 in Turkmenistan durchgeführt. Offizielle Ergebnisse verkündeten eine Zustimmung von 99,99 % bei einer Wahlbeteiligung von 100 %.

## Hintergrund
Im Jahr 1985 wurde Saparmyrat Nyýazow, der damalige Erste Sekretär des Kommunistischen Blocks von Aşgabat, vom Generalsekretär des ZK der KPdSU Michail Gorbatschow persönlich in die Politik-Elite berufen, um Muhammetnazar Gapurow, den damaligen Ersten Sekretär der Kommunistischen Partei Turkmenistans, zu ersetzen. Diese Ersetzung war Teil der zentralasiatischen Säuberungen im Gefolge des usbekischen Baumwollkorruptionsskandals.
Im Januar 1990 wurde Nyýazow in den Obersten Sowjet der Turkmenischen Sozialistischen Sowjetrepublik gewählt und zu dessen Vorsitzendem ernannt. Zwei Monate später wurde Nyýazow vom Obersten Sowjet in das neu geschaffene Amt des Präsidenten gewählt. Nyýazow folgte der Politik seiner Vorgänger und verhinderte, dass die Reformen der Gorbatschow-Ära spürbare Auswirkungen auf eine der konservativsten Föderationsrepubliken der UdSSR hatten. Oppositionsgruppen wurden regelmäßig aufgelöst und ihre Mitglieder wegen antisowjetischer Aktivitäten verbannt.
Im Oktober 1990 wurde seine Präsidentschaft „einstimmig“ von den Massen bestätigt. Ein Jahr später führte er Turkmenistan trotz anfänglicher Widerstände zur Abspaltung von der Sowjetunion und erließ eine neue Verfassung, die eine Präsidialregierung vorsah. Die politische Atmosphäre des neu unabhängigen Staates blieb so konservativ wie zuvor. Nyýazow hielt „klassische, demokratische Formeln [..], die in manchen wohlhabenden westlichen Ländern funktionierten“ („classic, democratic formulas [..] that worked out in some prosperous Western country“), für ungeeignet für Turkmenistan. 1992 wurde Nyýazow unangefochten wiedergewählt. Er erhielt mehr als „98 %“ der Stimmen. Nach diesen Erfolgen ging Nyýazow noch einen Schritt weiter und etablierte ein totalitäres Regime, welches auf einem Personenkult basierte.

## Fragestellung des Referendums
Die Wähler wurden gebeten, über eine Verlängerung der Amtszeit von Präsident Nyýazow um sechs Jahre bis 2002 abzustimmen. Die Frage lautete: „Unterstützen Sie eine Verlängerung der Amtszeit von Präsident Saparmyrat Nyýazow bis 2002?“ („Do you support extending the term of President Saparmurat Niyazov until 2002?“).

## Ergebnis
Laut offiziellen Statistiken nahmen 100 % der registrierten Stimmberechtigten (1.959.637) an dem Referendum teil:
Dafür: 1.959.408 – Dagegen: 212 – Ungültig: 17. Wahlberechtigte: 1.959.637

## Nachwirkung
Die versprochenen Wahlen fanden 2002 nicht statt, da sich Nyýazow am 28. Dezember 1999 von der Versammlung von Turkmenistan (Mejlisi) zum „Präsidenten auf Lebenszeit“ erklären ließ. Er regierte bis zu seinem Tod 2006.